# Авгеропулос, Мари
Мари́ Авгеро́пулос (англ. Marie Avgeropoulos; род. 17 июня 1986, Тандер-Бей) — канадская актриса, наиболее известная по роли Октавии Блэйк в сериале «Сотня».

## Биография
Родилась 17 июня 1986 года в небольшом городке Тандер-Бейт в северо-западной части провинции Онтарио, Канада, на северном берегу озера Верхнего. Мария окончила «Confederation College» в провинции Онтарио по специальности «Телевизионные трансляции». Позже проходила дополнительную стажировку в нескольких театральных студиях в Канаде.

## Карьера
Впервые появилась на телевидении в рекламе автомобиля Toyota Scion, а также банка Credit Unions of British Columbia.
В 2009 году снялась в эпизодах сериалов «Сверхъестественное», «Остров Харпера» и «Охрана», а также фильмах «Ночь с Бет Купер» и «Войны в женской общаге». В 2013 году играла в сериале «Культ». С 2014 по 2020 годы снималась в сериале «100».
В 2016 году была номинирована на премию «Leo Awards» в категории «Лучшая актриса второго плана в кинофильме» за роль в фильме «Оцепенелый».

## Личная жизнь
С 2013 по 2015 год Мари состояла в отношениях с актёром Тейлором Лотнером.
С 2019 года встречается с канадским актёром Аленом Мусси.

## Фильмография
| Год       |     | Русское название                  | Оригинальное название                              | Роль                                    |
| --------- | --- | --------------------------------- | -------------------------------------------------- | --------------------------------------- |
| 2009      | с   | Сверхъестественное                | Supernatural                                       | Тейлор                                  |
| 2009      | с   | Остров Харпера                    | Harper's Island                                    | Стэйси ДеНайт                           |
| 2009      | с   | Охрана                            | The Guard                                          | Джанетт                                 |
| 2009      | ф   | Ночь с Бет Купер                  | I Love You, Beth Cooper                            | Валерия «Вэлли» Вули                    |
| 2009      | тф  | Войны в женской общаге            | Sorority Wars                                      | Мисси                                   |
| 2010      | кор |                                   | Random Walk                                        | девушка                                 |
| 2010      | с   | Охотники за монстрами             | The Troop                                          | Сара                                    |
| 2010      | ф   | Перси Джексон и Похититель молний | Percy Jackson & the Olympians: The Lightning Thief | спутница Афродиты                       |
| 2010      | с   | Грань                             | Fringe                                             | Лиа/официантка                          |
| 2010      | ф   | Поймать, чтобы убить              | Hunt to Kill                                       | Ким Родс                                |
| 2010      | ф   | Дымовая завеса                    | Smoke Screen                                       | Сьюзи                                   |
| 2010      | с   | Живая мишень                      | Human Target                                       | Джеми                                   |
| 2011      | с   | Эврика                            | Eureka                                             | Бонни                                   |
| 2011      | с   | Икота                             | Hiccups                                            | Терри                                   |
| 2011      | ф   | У меня рак                        | 50/50                                              | Эллисон                                 |
| 2012      | с   | Переростки                        | The Inbetweeners                                   | Саманта                                 |
| 2012      | ф   | Прогулки по залам                 | Walking the Halls                                  | Эмбер                                   |
| 2012      | тф  |                                   | Fugitive at 17                                     | Холли Хэмилтон                          |
| 2013      | с   | 90210: Новое поколение            | 90210                                              | Кейси Маккой                            |
| 2013      | с   | Культ                             | Cult                                               | Кристи                                  |
| 2014—2020 | с   | 100                               | The 100                                            | Октавия Блэйк                           |
| 2015      | ф   | Трейсеры                          | Tracers                                            | Никки                                   |
| 2015      | ф   | Замечательная жизнь               | A Remarkable Life                                  | Челси                                   |
| 2015      | ф   | Оцепенелый                        | Numb                                               | Шерил                                   |
| 2015      | ф   | Изоляция                          | Isolation                                          | Нина                                    |
| 2016      | ф   | Восставшие мертвецы: Конец игры   | Dead Rising: Endgame                               | Сандра Лоу                              |
| 2019      | мф  | Чудо-женщина: Родословная         | Wonder Woman: Bloodlines                           | «Серебряный лебедь» / Ванесса Капателис |
| 2020      | ф   | Джиу-джитсу: Битва за Землю       | Jiu Jitsu                                          | Мира                                    |
| 2024      | ф   | Королева ринга                    | Queen of the Ring                                  | Эльвира Снодграсс                       |
| TBA       | ф   |                                   | Butterfly in the Typewriter                        | Джин Энн Джоллетт                       |